# 皆川真人
皆川 真人（みながわ まこと、1973年12月29日 - ）は、福井県出身のキーボーディスト、作曲家、編曲家、音楽プロデューサー、サウンドデザイナー。AB型。

## 人物
浮遊感と透明感に溢れる音には定評があり、近年ではプロデュースや編曲など活動の場を広げている。セッション・ミュージシャンとして、椎名林檎『勝訴ストリップ』、クラムボン『ドラマチック』、井上陽水『UNITED COVER』など数多くの作品のレコーディング、CHAGE、YUKI、レミオロメン、秦基博などのライブに参加。編曲家として秦基博の楽曲「ひまわりの約束」、 「Girl」などを手掛ける。

## 経歴
3歳からピアノを始める。小学生の時、校歌をブラスバンド編成に編曲、中学で初めてシンセサイザーを手にする。18歳で神奈川県川崎市の昭和音楽大学に入学、19歳の時に初めてライブサポートを経験する。
1996年、22歳の時、大学の同級生であるギタリスト戸谷誠との音楽ユニット「シンナーズ」を結成。この年から、トレードマークのスキンヘッドになった。その後、元The Turtlesの松本タカヒロを中心に結成された「SPARKY」にも加入して活動する。
1999年から2000年まで、椎名林檎のバックバンド「虐待グリコゲン」のメンバーとしてレコーディングやライブに参加する。
2002年にYUKIのソロ1stアルバム『PRISMIC』のレコーディングに参加。以後、ライブツアー「PRISMIC TOUR 2002」からYUKIのバックバンド「プリズミックYUKIバンド」（2002年）、「アストロマジックオーケストラ」（2004年）、「バンドアストロ」（2005年-2008年、2012年）のメンバーになる。
2004年からレミオロメンのサポート・メンバーとなり、2009年からはサウンド・プロデュースも手掛けるようになる。
2007年から秦基博のサポート・メンバーとなり、2008年からはサウンド・プロデュースも手掛けるようになる。
2012年からsalyuのサポート・メンバー。2017年からCHARAのサポート・メンバー。
2019年からはポルノグラフィティのサポート・メンバー。

## 音楽活動

### 所属バンド
シンナーズ、SPARKY

### 作曲
鈴里真帆、Chara、秦基博、米倉千尋など

### 編曲・サウンドプロデュース
- 大知正紘
- 大森洋平
- 岡北有由
- 甲斐名都
- 片平里菜
- 上白石萌音
- 倖田來未
- 女王蜂
- 住岡梨奈
- タイナカサチ
- Chage
- Chara
- 千綿ヒデノリ
- 南波志帆
- 秦基博
- 一青窈
- 福原美穂
- flumpool
- My Little Lover
- メレンゲ
- YUKI
- レミオロメン

など

### レコーディング
- 阿部真央
- 新垣結衣
- 杏
- いきものがかり
- 175R
- 井上陽水
- 上田ケンジ
- The OYSTARS
- 大原櫻子
- 大森洋平
- 小谷美紗子
- 甲斐名都
- 我那覇美奈
- カラーボトル
- CURIO
- クラムボン
- くるみ
- 國府田マリ子
- 古明地洋哉
- 佐久間学
- さくら
- 椎名林檎/東京事変
- 柴咲コウ
- SHUUBI
- シュノーケル
- 女王蜂
- SWITCH STYLE
- スガシカオ
- スピッツ
- 住岡梨奈
- たむらぱん
- チェキッ娘
- Chage
- CHAGE and ASKA
- Chara × ハナレグミ
- Do As Infinity
- ともさかりえ
- 永井真人
- NIKIIE
- 秦基博
- ハナレグミ
- PUFFY
- hàl
- 久松史奈
- 藤巻亮太
- フラワーカンパニーズ
- flumpool
- まきちゃんぐ
- 松江潤
- みみずくず
- miwa
- 宮沢和史
- メレンゲ
- 森山良子
- 山内総一郎（フジファブリック）
- 山本彩
- YUKI
- The LOVE
- LiSA
- LINDBERG
- レミオロメン
- ONE OK ROCK

など

### ライブサポート
- ARCH
- 浅井健一
- 175R
- 上田ケンジ
- THE OYSTERS
- 大塚愛
- 大知正紘
- 大森洋平
- 岡北有由
- 小谷美紗子
- OLIVIA
- 片平里菜
- 加藤いづみ
- 亀田誠治
- キュヒョン (SUPER JUNIOR)
- CURIO
- 桐嶋ノドカ
- クラムボン
- 古明地洋哉
- Salyu
- 椎名林檎
- シギ
- 島田昌典
- スネオヘアー
- 谷口崇
- Chage
- Chara
- toe
- 二千花
- 野辺剛正
- 秦基博
- ハナレグミ
- ハラキリレシピ
- 福原美穂
- 藤巻亮太
- flumpool
- ポルノグラフィティ
- miwa
- メレンゲ
- YUKI
- ゆず
- レミオロメン

など

## ディスコグラフィー

### SPARKY

#### アルバム
|     | 発売日         | タイトル | 規格品番 | レーベル   |
| --- | -------------- | -------- | -------- | ---------- |
| 1st | 2002年11月13日 | SPACELAB |          | UK PROJECT |

#### DVD
|     | 発売日         | タイトル                                 | 規格品番 |
| --- | -------------- | ---------------------------------------- | -------- |
| 1st | 2003年06月12日 | 『ASTROLAB』 Live At HARAJYUKU ASTROHALL |          |

## 出演

### ミュージック・ビデオ
- 椎名林檎「真夜中は純潔」 - 悪の親玉役[12]。